# بروج (حضرموت)
بروج هي إحدى قرى الجمهورية اليمنية. تتبع جغرافيا لمحافظة حضرموت و إداريًا لمديرية القطن. يبلغ تعداد سكانها 1917 نسمة حسب الإحصاء الذي أجري عام 2004.